# Sergejus Mironenko
Sergejus Mironenko, ros. Сергей Мироненко, Siergiej Mironienko – litewski kierowca wyścigowy.

## Biografia
W 1981 roku zadebiutował w mistrzostwach ZSRR, rywalizując Estonią 19 w Formule 3. Od sezonu 1986 Mironenko używał Estonii 21M. Kierowca zajął w tamtym roku dziesiąte miejsce w klasyfikacji Formuły 3. W sezonie 1987 zdobył natomiast mistrzostwo Litewskiej Formuły 3, a rok później – Litewskiej Formuły Mondial.
Po rozpadzie ZSRR Mironenko uczestniczył w mistrzostwach Litwy. W 1995 roku zajął trzecie miejsce w klasie A-1600, a rok później został mistrzem klasy E-2000. W sezonie 1997 był trzeci w tej klasie. W latach 2002–2005 ścigał się w Formule Baltic, kończąc sezon 2002 na ósmym miejscu.

## Wyniki
| Legenda oznaczeń w tabelach wyników Wyświetl szablon na nowej stronie | Legenda oznaczeń w tabelach wyników Wyświetl szablon na nowej stronie                                                                     |
| Oznaczenie                                                            | Wyjaśnienie |
| --------------------------------------------------------------------- | --- |
| Złoty                                                                 | Zwycięzca lub mistrzostwo |
| Srebrny                                                               | 2. miejsce lub wicemistrzostwo |
| Brązowy                                                               | 3. miejsce lub II wicemistrzostwo |
| Zielony                                                               | Ukończył, punktował (w klasyfikacji generalnej, gdy zdobył co najmniej jeden punkt na przestrzeni sezonu, poza trzema powyższymi opcjami) |
| Niebieski                                                             | Ukończył, nie punktował (w klasyfikacji generalnej, gdy nie zdobył co najmniej jednego punktu na przestrzeni sezonu)                      |
| Czerwony                                                              | Nie zakwalifikował się (NZ) |
| Czerwony                                                              | Nie prekwalifikował się (NPK) |
| Różowy                                                                | Nie ukończył (NU) |
| Różowy                                                                | Niesklasyfikowany (NS) (w klasyfikacji generalnej, gdy nie został sklasyfikowany w żadnym wyścigu sezonu)                                 |
| Czarny                                                                | Zdyskwalifikowany (DK) |
| Czarny                                                                | Wykluczony (WYK/EX) |
| Biały                                                                 | Nie wystartował (NW) |
| Biały                                                                 | Kontuzjowany (K/INJ) |
| Biały                                                                 | Wyścig odwołany (OD/C) |
| Bez koloru                                                            | Został wycofany (WYC/WD) |
| Bez koloru                                                            | Nie przybył (NP/DNA) |
| Bez koloru                                                            | Nie brał udziału w treningach (NT/DNP) |
| Bez koloru                                                            | Nie został zgłoszony (–) |
| Pogrubienie                                                           | Start z pole position |
| Kursywa                                                               | Najszybsze okrążenie wyścigu |
| †                                                                     | Nie ukończył, ale jego rezultat został zaliczony ze względu na przejechanie więcej niż 90% dystansu wyścigu.                              |
| *                                                                     | Sezon w trakcie |
| 1/2/3                                                                 | Punktowana pozycja w sprincie kwalifikacyjnym                                                                                             |
| Lista systemów punktacji Formuły 1                                    | |

### Sowiecka Formuła 3
| Rok  | Zespół       | Samochód    | Silnik | Wyniki w poszczególnych eliminacjach | Wyniki w poszczególnych eliminacjach | Wyniki w poszczególnych eliminacjach | Wyniki w poszczególnych eliminacjach | Pkt. | Msc. |
| ---- | ------------ | ----------- | ------ | ------------------------------------ | ------------------------------------ | ------------------------------------ | ------------------------------------ | ---- | ---- |
| 1981 |              |             |        |                                      |                                      |                                      |                                      | 0    | NS   |
| 1981 | DOSAAF Janów | Estonia 19  | Łada   | -                                    | NU                                   | -                                    |                                      | 0    | NS   |
| 1986 |              |             |        |                                      |                                      |                                      |                                      | 70   | 9    |
| 1986 | DOSAAF Kowno | Estonia 21M | Łada   | 11                                   | 9                                    |                                      |                                      | 70   | 9    |
| 1987 |              |             |        |                                      |                                      |                                      |                                      | 15   | 27   |
| 1987 | DOSAAF Kowno | Estonia 21M | Łada   | -                                    | NU                                   | -                                    | -                                    | 15   | 27   |

### Sowiecka Formuła Mondial
| Rok  | Zespół      | Samochód    | Silnik | Wyniki w poszczególnych eliminacjach | Wyniki w poszczególnych eliminacjach | Wyniki w poszczególnych eliminacjach | Pkt. | Msc. |
| ---- | ----------- | ----------- | ------ | ------------------------------------ | ------------------------------------ | ------------------------------------ | ---- | ---- |
| 1988 |             |             |        |                                      |                                      |                                      | 36   | 19   |
| 1988 | DOSAAF Ryga | Estonia 21M | Łada   | NU                                   | NU                                   | 9                                    | 36   | 19   |